# Clara Nunes dos Santos
Clara Nunes dos Santos é uma diplomata portuguesa, ex-embaixadora de Portugal na Noruega. Foi Chefe do Protocolo do Estado Português entre setembro de 2017 e novembro de 2022.

## Infância e educação
Maria Clara Nunes Pinto Capelo Ramos Nunes dos Santos nasceu a 9 de novembro de 1959, no Funchal, na Região Autónoma da Madeira. Ela tinha dois irmãos mais novos. O pai dela trabalhava para o Serviço Florestal de Portugal. Após passar pela escolaridade na Madeira ela mudou-se com a sua família para a capital de Portugal, Lisboa, e formou-se em Direito pela Universidade Católica Portuguesa.

## Carreira diplomática
Depois de ter obtido sucesso em concurso público para vagas no serviço diplomático de Portugal em 1986, Santos ocupou vários cargos diplomáticos tanto em Lisboa como no estrangeiro, incluindo na Representação Permanente de Portugal junto das Comunidades Europeias em Bruxelas a partir de 1993. Em 2008, ela voltou a Portugal para se tornar Chefe-adjunta de Protocolo. Em abril de 2013, tornou-se embaixadora de Portugal na Noruega com base em Oslo e embaixadora não residente na Islândia, apenas uma das três embaixadoras portuguesas de um total de 33. Uma das suas conquistas foi convencer duas escolas norueguesas a começarem a ensinar português, o que lhe valeu o prémio “Embaixadora de Línguas Estrangeiras”, atribuído pelas autoridades norueguesas.
A 1 de setembro de 2017, Santos foi a primeira mulher a ser nomeada Chefe do Protocolo do Estado Português. De acordo com a Lei de Precedência portuguesa, isto faz dela a 36ª pessoa mais importante do governo. Cessou funções em novembro de 2022. É casada com Pedro Nunes dos Santos e têm três filhos.

## Condecorações e prémios[5][6]
- Grau de Grande-Oficial da Ordem da Independência da Jordânia (28 de maio de 2009)
- Grau de Comendador da Ordem de Leopoldo II da Bélgica (12 de abril de 2010)
- Grau de Grande-Oficial da Ordem de Bernardo O'Higgins do Chile (14 de julho de 2010)
- Grau de Grande-Oficial da Ordem de São Gregório Magno da Santa Sé (3 de setembro de 2010)
- Grau de Cruz com Placa da Ordem pro Merito Melitensi da Ordem de Malta (23 de novembro de 2010)
- Grau de Comendador da Ordem da Coroa de Carvalho do Luxemburgo (6 de dezembro de 2010)
- Grau de Comendador da Ordem do Infante D. Henrique de Portugal (22 de junho de 2012)
- Grau de Oficial da Ordem de Mérito da República da Polónia (16 de julho de 2012)
- Grau de Grã-Cruz da Ordem do Mérito de Portugal (26 de março de 2013)
- Prémio Femina de Honra da Matriz Portuguesa (2017), prémio anual atribuído desde 2010 a mulheres portuguesas de destaque.[7]
- Grau de Grã-Cruz da Real Ordem de Mérito da Noruega (28 de junho de 2018)
- Grau de Grã-Cruz da Ordem do Mérito Civil de Espanha (9 de novembro de 2018)
- Grau de Grã-Cruz da Ordem do Infante D. Henrique de Portugal (31 de outubro de 2022)